# 松尾弘
松尾 弘（まつお ひろし、1962年11月19日 - ）は、日本の法学者。専門は民法、比較法。慶應義塾大学大学院法務研究科教授、法務省法制審議会幹事。長野県生まれ。

## 略歴
- 1981年3月 長野県上田高等学校卒業（79期）[1]
- 1985年3月 慶應義塾大学法学部法律学科卒業[2]
- 1990年3月 一橋大学大学院法学研究科博士後期課程単位取得満期退学[2]
- 1990年4月 横浜市立大学商学部専任講師[2]
- 1994年4月 横浜国立大学助教授[2]
- 1997年 シドニー大学客員教授[3]
- 1998年 フリードリヒ・シラー大学イェーナ客員教授、オックスフォード大学客員研究員[3]
- 2002年4月 横浜国立大学大学院国際社会科学研究科教授[2]
- 2003年4月 慶應義塾大学大学院法務研究科教授[2]
- 2008年4月 国際協力機構民法整備支援委員[2]
- 2009年2月 国土交通省社会資本整備審議会臨時委員[2]
- 2010年12月 公認会計士試験試験委員[2]
- 2013年2月 日米不動産協力機構（JARECO）理事[2]
- 2013年4月 日本補償コンサルタント協会補償業務管理士試験委員会委員[2]
- 2015年1月 用地取得総合支援機構顧問[2]
- 2018年4月 国土交通省国土審議会特別委員、日本不動産学会理事[2]
- 2019年2月 法務省法制審議会幹事[2]
- 2020年3月 国土交通省社会資本整備審議会委員[4]
- 2020年4月 東京都収用委員会委員[2]
- 2022年7月 内閣府土地等利用状況審議会委員[5]

## 著作
- 『民法の体系―市民法の基礎―』（慶應義塾大学出版会、1997年）
- J.ラズ『法体系の概念（第2版）』（慶應義塾大学出版会、1998年）
- 『叢書民法総合判例研究　詐欺・強迫』（一粒社、2000年）
- 「開発法学と法整備支援の理論化」横浜国際経済法学11巻1号（2002年）
- "Reception of Law and Civil Law Tradition," in:G.Doeker-Mach and K.A.Ziegert (eds.),Law and Legal Culture in Comparative Perspective,Franz Stainer Verlag（2004年）
- 「国際開発援助と『法の支配』」社会科学研究56巻5=6号（2005年）
- 『ケースではじめる民法』（山野目章夫,野澤正充,滝沢昌彦,水野謙と共著）（弘文堂、2005年）
- 『民事責任の法理―円谷峻先生古稀祝賀論文集』（滝沢昌彦,北居功,工藤祐巌,中村肇,住田英穂,本山敦,武川幸嗣と共編著）（成文堂、2015年）

他